# Michal Pruský
Princ Michal Pruský (Michael Prinz von Preußen, 22. března 1940, Berlín — 3. dubna 2014, Bisingen-Thanheim) byl německý spisovatel a historik, patřící k německé šlechtické větvi Braniborsko-pruských. Napsal několik učebnic dějepisu pro školy.

## Život
Princ Michal byl synem Ludvíka Ferdinanda Pruského a pravnukem v mužské linii posledního německého císaře Viléma II. Jeho matka, Kira Kirillovna Ruská, byla pravnučka ruského cara Alexandra II. a praneteř cara Alexandra III. Princ Michal byl strýcem Jiřího Fridricha Pruského, nynější hlavy rodu Hohenzollernů. V New Yorku a Berlíně působil pro americké letecké společnosti Pan Am a společnost Byl ženatý s Brigittou Dallwitz-Wegnerovou a později s Juttou Jörnovou.